# Halowe Mistrzostwa Europy w Lekkoatletyce 1973 – sztafeta 4 × 1 okrążenie kobiet
Sztafeta 4 × 1 okrążenie kobiet – jedna z konkurencji biegowych rozgrywanych podczas halowych lekkoatletycznych mistrzostw Europy w hali Ahoy w Rotterdamie. Rozegrano od razu bieg finałowy 10 marca 1973. Długość jednego okrążenia wynosiła 170 metrów. Zwyciężyła reprezentacja Republiki Federalnej Niemiec, która tym samym obroniła tytuł z poprzednich mistrzostw. Konkurencję tę rozegrano po raz ostatni na halowych mistrzostwach Europy.

## Rezultaty

### Finał
Rozegrano od razu bieg finałowy, w którym wzięły udział 2 sztafety.

Opracowano na podstawie materiału źródłowego.
| Miejsce | Reprezentacja | Zawodniczki                                                     | Czas    |
| ------- | ------------- | --------------------------------------------------------------- | ------- |
| 1       | RFN           | Christiane Krause, Annegret Richter, Inge Helten, Rita Wilden   | 1:24,15 |
| 2       | Austria       | Brigitte Haest, Christa Kepplinger, Carmen Mähr, Karoline Käfer | 1:28,33 |